# Dobrowoj
Dobrowoj — staropolskie imię męskie, złożone z członów Dobro- („dobry”) i -woj („wojownik”). Mogło ono mieć charakter życzący i oznaczać „ten, który będzie dobrym wojownikiem”. Po raz pierwszy notowane w 1397 roku.
Możliwe staropolskie zdrobnienia: Dobry, Dobrak, Dobran, Dobrota (masc.), Dobrzej, Dobrzyna (masc.), Dobra (masc.), Dobral, Dobrasz, Dobrek, Dobrko, Dobroch, Dobroj, Dobrona (masc.), Dobronia (masc.), Dobronisz, Dobroń, Dobrost, Dobrosta (masc.), Dobrosz, Dobrosza (masc.), Dobroszek, Dobroszka (masc.), Dobrotczan, Dobrotka (masc.), Dobruj, Dobrul, Dobrusz, Dobruszka (masc.), Dobrył(ek), Dobryłko, Dobrzesz, Dobrzęta, Dobrzych, Dobrzynica, Dobrzysz, Dobrzyszek, Dobrzyszko, Doch, Dochel, Dosz, Doszek, Doszko.
Dobrowoj imieniny obchodzi 14 sierpnia.
Żeński odpowiednik: Dobrowoja